# Луго-ді-Віченца
Луго-ді-Віченца, Луґо-ді-Віченца (італ. Lugo di Vicenza, вен. Lugo Vixentin) — муніципалітет в Італії, у регіоні Венето, провінція Віченца.
Луго-ді-Віченца розташоване на відстані близько 440 км на північ від Рима, 75 км на північний захід від Венеції, 23 км на північ від Віченци.
Населення — 3716 осіб (2014).
Щорічний фестиваль відбувається 24 червня. Покровитель — святий Іван Хреститель.

## Демографія
Населення за роками:

Станом на 1 січня 2023 року в муніципалітеті офіційно проживали 324 іноземці з 26 країн, серед них 92 громадяни країн Євросоюзу та 6 громадян України.

## Сусідні муніципалітети
- Азіаго
- Кальвене
- Карре
- Кьюппано
- Фара-Вічентіно
- Лузіана
- Сальчедо
- Цульяно